# RS-808
Pour les articles homonymes, voir Route 808.
La RS 808 est une route locale du Centre-Ouest de l'État du Rio Grande do Sul qui relie la BR-392, à partir du district de Vila Block de la municipalité de São Sepé, à la commune de Formigueiro. Elle est longue de 19,630 km.